# Fiona Easdale
Fiona Easdale, coniugata Leach (Windsor, 11 marzo 1959), è un'ex sciatrice alpina britannica.

## Biografia
Sciatrice polivalente, Fiona Easdale ottenne i suoi unici risultati agonistici ai XII Giochi olimpici invernali di Innsbruck 1976, sua unica presenza olimpica, classificandosi 34ª nella discesa libera, 37ª nello slalom gigante, 18ª nello slalom speciale e 10ª nella combinata, disputata in sede olimpica ma valida solo ai fini dei Mondiali 1976; non  ottenne risultati di rilievo in Coppa del Mondo.

## Riconoscimenti
- Inghams Trophy 1979[1]